# Bucklandiella occidentalis
Bucklandiella occidentalis là một loài Rêu trong họ Grimmiaceae. Loài này được (Renauld & Cardot) Bednarek-Ochyra & Ochyra mô tả khoa học đầu tiên năm 2003.